# Johannes Pietsch
Johannes Pietsch, znan pod umetniškim imenom JJ, avstrijski pevec in pesmopisec, * 29. april 2001.

## Življenje
Pietsch se je rodil na Dunaju avstrijskemu strokovnjaku za informatiko in filipinski kuharici. Odraščal je v Dubaju. Leta 2016 se je družina vrnila v Avstrijo. Leta 2020 je sodeloval v deveti sezoni The Voice UK. Sprva je hotel nastopiti na The Voice of Germany, vendar je zamudil rok za prijavo. Naslednje leto je sodeloval v peti sezoni Starmanie, kjer se je prebil v prvo finalno oddajo. Obiskuje Univerzo za glasbo in umetnost mesta Dunaj. Poleg materne nemščine govori še angleško, francosko in tagaloško.
Dne 30. januarja 2025 je ORF med radijsko oddajo Ö3-Wecker razglasil, da bo Pietsch zastopal Avstrijo na Pesmi Evrovizije 2025,na kateri je tudi osvojil naslov Pesmi Evrovizije s pesmijo »Wasted Love«. Pesem sta skupaj napisala JJ in avstrijska predstavnica leta 2023, Teodora Špirić. Izšla je 6. marca 2025.

## Diskografija

### Pesemi
| Naslov        | Leto | Album ali EP |
| ------------- | ---- | ------------ |
| »Wasted Love« | 2025 |              |